# ساقية الخادم
عمادة ساقية الخادم هي منطقة ريفية تتبع إداريا معتمدية سيدي علوان بولاية المهدية في الجمهورية التونسية، تعبرها الطريق الجهوية رقم 87 الرابطة بين المهدية والجم. يفوق عدد سكانها الأربعة آلاف نسمة، جلّهم من الفلاحين والعمال اليدويين مع تغيّر مستمرّ وتوجّه متزايد نحو التوظيف خاصة لدى أصحاب الشهائد العليا.

## النشاط الاقتصادي
يتميز النشاط الاقتصادي بهيمنة القطاع الفلاحي (إنتاج زيت الزيتون وتربية الأبقار) والخدمات (بناء وتجارة) مع تراجع لقطاع النسيج والملابس ما بعد ثورة 14 جانفي 2011. حققت هذه المنطقة رقما قياسيا وطنيا من حيث كثافة المقاهي. اذ تحتوي على حوالي الخمسة عشر مقهى بطاقة استيعاب قصوى سجلت أوائل رمضان من سنة 2014 وقدّرت ب 130 حريف يومي. تمتاز الساقية كما يسمّيها المحليّون بتقسيمات جغرافية قائمة على النّسب.

## أصل التسمية
يعود أصل التسمية إلى ساقية الخاتم نسبة إلى خاتم الأميرة عزيزة عثمانة التي فقدته عند عبور إحدى السواقي بهذه المنطقة أثناء زيارة تفقدية لأملاكها. كانت هذه المنطقة على شكل منخفض يعبرها مجرى مائي وهو ما يرجح تسميتها بالساقية ونسبتها إلى أحد المتصرفين بأملاك عزيزة عثمانة، لتكون بذلك ساقية الخادمي.